# Coming Home (альбом Falling in Reverse)
Coming Home (рус. Возвращение домой) — четвёртый студийный альбом американской пост-хардкор группы Falling in Reverse. Альбом был выпущен 7 апреля 2017 года. Это единственный альбом, в записи которого участвуют бас-гитарист Закк Сэндлер и соло-гитарист Кристиан Томпсон, а также это последний альбом, в котором участвуют барабанщик Райан Симан и ритм-гитарист Дерек Джонс (он умер в 2020 году).
Альбом отмечен своим отходом от своих пост-хардкор-корней в пользу более экспериментального звука.

## Список композиций
| №                   | Название                        | Длительность |
| ------------------- | ------------------------------- | ------------ |
| 1.                  | «Coming Home»                   | 4:54         |
| 2.                  | «Broken»                        | 3:55         |
| 3.                  | «Loser»                         | 4:13         |
| 4.                  | «Fuck You and All Your Friends» | 3:11         |
| 5.                  | «I Hate Everyone»               | 3:39         |
| 6.                  | «I'm Bad at Life»               | 3:55         |
| 7.                  | «Hanging On»                    | 3:48         |
| 8.                  | «Superhero»                     | 3:13         |
| 9.                  | «Straight to Hell»              | 3:50         |
| 10.                 | «I Don't Mind»                  | 4:24         |
| 11.                 | «The Departure»                 | 4:48         |
| Общая длительность: | Общая длительность:             | 43:50        |

| №                   | Название            | Длительность |
| ------------------- | ------------------- | ------------ |
| 12.                 | «Right Now»         | 3:28         |
| 13.                 | «Paparazzi»         | 4:02         |
| Общая длительность: | Общая длительность: | 51:20        |

## Участники записи
- Ронни Радке – Вокал, клавишные, ритм-гитара (трек 11), продюсирование
- Дерек Джонс – Ритм-гитара, бэк-вокал
- Кристиан Томпсон – Соло-гитара, бэк-вокал
- Закк Сэндлер – Бас-гитара, бэк-вокал
- Райан Симан – Ударные, бэк-вокал